# ارباب و نوکر

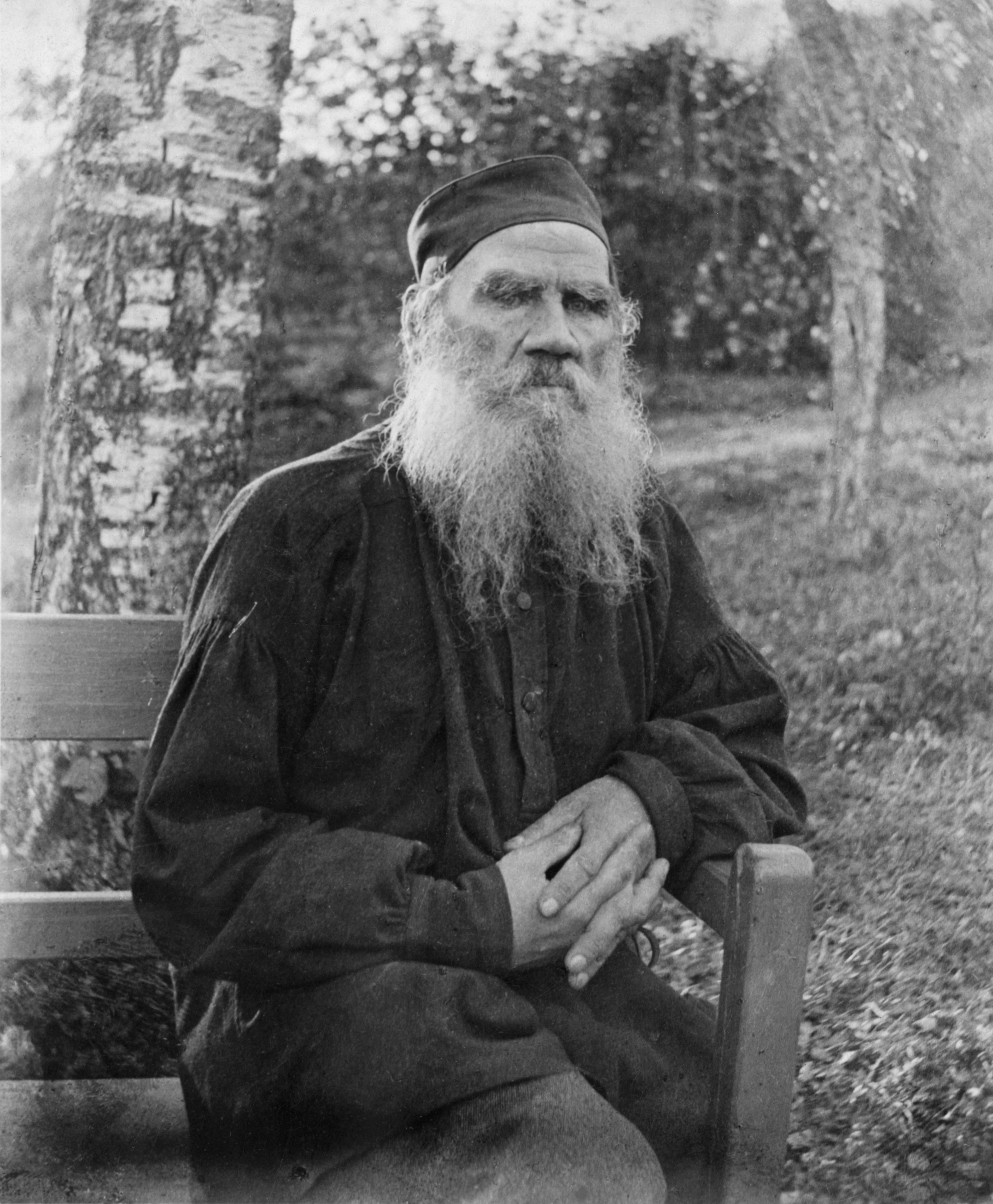
لئو تولستوی، نویسنده شهیر روسی

"ارباب و نوکر" (روسی: Хозяин и работник) داستانی کوتاه از لئو تولستوی به سال ۱۸۹۵ است.

## خلاصه داستان
نیکیتا کارگری است که به همراه زن و فرزندان خود برای واسیلی آندره ایچ کار می‌کند، آن‌ها برای خریدن چوب‌های جنگل تصمیم می‌گیرند که به نزد همسایه ملاک خود بروند، در بین راه به دلیل برف زیاد مدام از جاده اصلی فاصله می‌گیرند و گم می‌شوند، سرانجام تصمیم می‌گیرند که در خانه پیرمردی دهاتی مدتی را بگذرانند،
اما چون واسیلی طمع می‌کند تصمیم می‌گیرند که در بوران به ادامه سفر بپردازند، ان‌ها سرانجام گم می‌شوند و مجبور می‌شوند تا صبح در میان طوفان در محلی به دور از خانه بخوابند، اما واسیلی که ترس داشت اموال خود را از دست دهد نیکیتا را تنها می‌گذارد و با اسب فرار می‌کند، از قضا در چاله‌ای می‌افتد و اسب او را رها می‌کند و سر به جنگل می‌گذارد، واسیلی همچنان در فکر اموال خود فرورفته و می‌ترسد که مرگ او را از اموالش جدا سازد، سرانجام از روی رد پای اسب برمیگردد و متوجه می‌شود که اسب به محلی که نیکیتا بوده برگشته است، و نیکیتا را در حال یخ زدن می‌بیند، تصمیم می‌گیرد خود را روی نیکیتا بیندازد تا او را از مرگ نجات دهد، سرانجام واسیلی و اسب از شدت سرما یخ می‌زنند و می می‌میرند اما نیکیتا نجات می‌یابد و فقط سه انگشت از پایش را قطع می‌کنند، او بیست سال دیگر نیز عمر می‌کند.